# Ligota Dolna (Kluczbork)
Ligota Dolna (deutsch Nieder-Ellguth) ist ein Ort der Gmina Kluczbork in der Woiwodschaft Opole in Polen.

## Geographie
Ligota Dolna liegt im nordwestlichen Teil Oberschlesiens im Kreuzburger Land. Ligota Dolna liegt rund drei Kilometer westlich vom Gemeindesitz Kluczbork und etwa 48 Kilometer nordöstlich der Woiwodschaftshauptstadt Oppeln.
Das Dorf liegt am Stober. Durch den Verläuft die Landesstraße Droga krajowa 42. Östlich des Dorfes liegt der Bahnhof Kluczbork. Nördlich von Ligota Dolna verläuft die Bahnstrecke Kluczbork–Wrocław.
Nachbarorte von Ligota Dolna sind im Osten der Gemeindesitz Kluczbork (Kreuzburg O.S.), im Süden Krasków (Kraskau), im Westen Stare Czaple (Alt Tschapel) und im Nordwesten Smardy Dolne (Nieder Schmardt).

## Geschichte

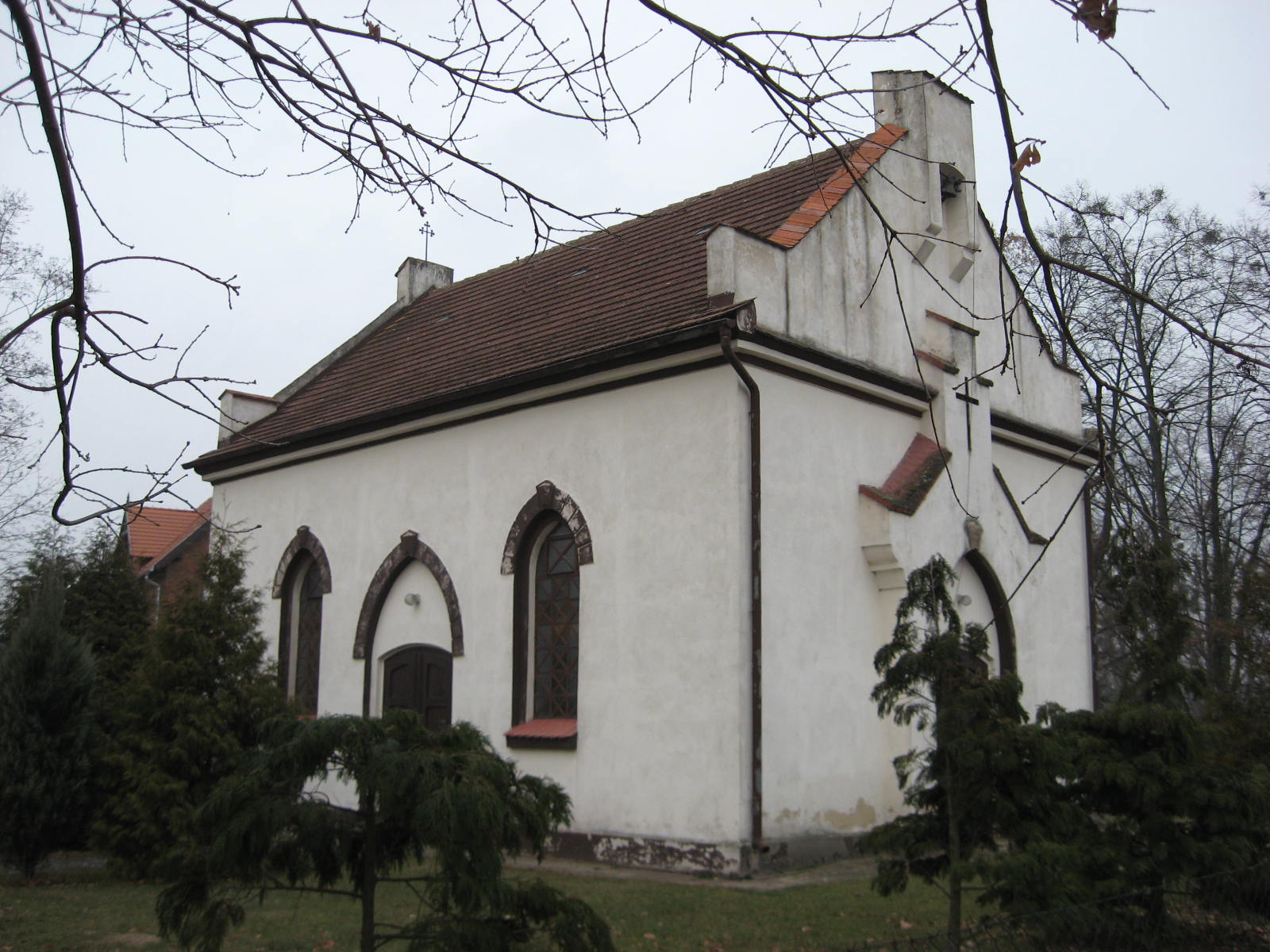
Evangelische Friedhofskapelle

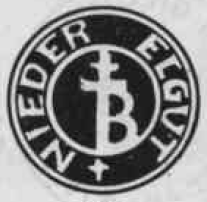
Altes Siegel der Gemeinde

1845 befanden sich im Dorf eine evangelische Schule sowie 51 Häuser. Im gleichen Jahr lebten in Nieder-Ellguth 386 Menschen, davon 29 katholisch. 1861 lebten in Nieder-Ellguth 411 Menschen. 1874 wird der Amtsbezirk Nieder-Ellguth gegründet.
1933 lebten in Nieder-Ellguth 963, 1939 wiederum 899 Menschen. Bis 1945 gehörte das Dorf zum Landkreis Kreuzburg O.S.
Als Folge des Zweiten Weltkriegs fiel Nieder-Ellguth 1945 wie der größte Teil Schlesiens unter polnische Verwaltung. Nachfolgend wurde der Ort in Ligota Dolna umbenannt und der Woiwodschaft Schlesien angeschlossen. 1950 wurde es der Woiwodschaft Oppeln eingegliedert. 1999 kam der Ort zum neu gegründeten Powiat Kluczborski (Kreis Kreuzburg).

## Sehenswürdigkeiten
- Evangelische Friedhofskapelle – 1900 erbaut[6]

## Wappen
Alte Siegel und Stempel des Ortes zeigen ein Patriarchenkreuz, aus dem heraldisch links unten ein B wächst.